# ئی‌ام‌دی اس‌دی۳۸ای‌سی
ئی‌ام‌دی اس‌دی۳۸ای‌سی (انگلیسی: EMD SD38AC) یک لوکوموتیو دیزلی ساخت شرکت جنرال موتورز الکترو-موتیو دیویژن بوده است.
این لوکوموتیو که در سال ۱۹۷۱ تولید می‌شده دارای ۱۶ سیلندر و ۲۰۰۰ اسب بخار قدرت بوده است.